# فانتوم استرنجر
فانتوم استرنجر (به انگلیسی: Phantom Stranger) یک شخصیت خیالی در کتاب‌های کامیک آمریکایی منتشر شده توسط دی‌سی کامیکس است. این شخصیت با ریشه در فراهنجار نامشخص می‌باشد، که با نیروهای اسرارآمیز و علم غیب در عناوین مختلف دی‌سی کامیکس، و برخی مواقع تحت نام تجاری ورتیگو به مبارزه می‌پردازد. فانتوم استرنجر توسط نویسنده جان بروم و طراح کارمین اینفانتینو خلق شده‌است؛ که برای اولین بار در شمارهٔ ۱ از مجموعه فانتوم استرنجر (اوت-سپتامبر ۱۹۵۲) حضور پیدا کرد.
فانتوم استرنجر یکی از برترین مخلوقات انیگماتیک در جهان است و تنها زمانی ظاهر می‌شود که رویدادهای بزرگ نیاز به مداخله مستقیم او دارند. او شخصیتی مبهم، آگاه از همه چیز در کیهان می‌باشد.